# Феррари, Карлотта
Карлотта Феррари (итал. Carlotta Ferrari; 27 января 1830 или 27 января 1831, Лоди, Ломбардо-Венецианское королевство — 22 ноября 1907, Болонья) — итальянский композитор оперы, поэтесса, писательница.

## Биография
Карлотта родилась в Италии, в городе Лоди, обучалась пению и игре на пианино в миланской Консерватории. Ее сокурсницей в консерватории была знаменитая оперная певица  Джузеппина Стреппони. Свою первую оперу, под названием Ugo, Феррари написала в возрасте 20 лет. Однако к ее творчеству никто не проявил интереса, и тогда она нашла средства для своего первого концерта в Лекко и взяла на себя организацию и руководство им. Концерт прошел успешно и опера получила широкую известность не только в итальянском обществе и у критиков, но и за пределами Италии. Последующие работы прославили Феррари и принесли ей несколько наград, в том числе орден за заслуги. 
В апреле 1875 года, по рекомендации Амбруаза Тома, Феррари была удостоена почетного звания профессора в Болонской филармонической академии.
Помимо оперных произведений, Феррари издала автобиографию, сборники стихов в четырех томах под названием Versi e prose. Также Феррари написала две пьесы и два романа. 
Феррари писала оперы и кантаты и считалась мастером канона. 
Одни из самых известных работ Феррари:
- Реквием Mass
- Ugo,  опера
- Sofia, опера
- Eleonora d'Arborea, опера
- Non t'accostare all'urna, (на слова Якопо Витторелли)